# Diorthus intricarius
Diorthus intricarius är en skalbaggsart som beskrevs av Holzschuh 1984. Diorthus intricarius ingår i släktet Diorthus och familjen långhorningar.
Artens utbredningsområde är Pakistan. Inga underarter finns listade i Catalogue of Life.